# حجت اشرف‌زاده
حجت اشرف‌زاده (زادهٔ ۱۲ آذر ۱۳۵۸ در نیشابور) خواننده، نوازنده و آهنگساز ایرانی است.

## زندگی‌نامه
اشرف‌زاده با لحن‌ها و آواهای موسیقی ایرانی نزد پدر آشنا شد. ردیف آوازی را نزد رضا شاکری و صداسازی را نزد حمیدرضا نوربخش آموخت.
اشرف‌زاده خواننده موسیقی ایرانی که این روزها همه او را با اثر «ماه و ماهی» می‌شناسند اثری را با عنوان «خاتون» با بهره‌مندی از موسیقی‌های آیینی گذشتگان و با نگاهی پژوهشی منتشر کرده است. او که شاگردی استادانی چون محمدرضا شجریان، محمدرضا لطفی، پرویز مشکاتیان و محسن نفر را داشته با بهره‌مندی از آموخته‌های خود در عرصه موسیقی سنتی ایران، به ارائه شیوه جدیدی از موسیقی آوازی پرداخته که بخشی از آن در آلبوم «ماه و ماهی» ارائه شده است.
سبک حجت اشرف‌زاده تلفیقی از پاپ و سنتی است.

## ترانه‌شناسی

### آلبوم‌ها
1. ۲۰۱۰ - شرح پریشانی
2. ۲۰۱۵ - ماه و ماهی
3. ۲۰۱۵ - بیابان جنون
4. ۲۰۱۶ - خاتون

### تک آهنگ‌ها
1. ۲۰۱۲ - یاد خراسان
2. ۲۰۱۲ - عیدانه
3. ۲۰۱۳ - غم عشق
4. ۲۰۱۳ - پیمان
5. ۲۰۱۳ - تنهایی
6. ۲۰۱۳ - الله مزار سیمفونی
7. ۲۰۱۳ - چشم روشنی
8. ۲۰۱۳ - زمان
9. ۲۰۱۴ - عروسی
10. ۲۰۱۴ - ماه شب افروز
11. ۲۰۱۴ - مهر آسمانی
12. ۲۰۱۴ - راز
13. ۲۰۱۴ - سفر کرده
14. ۲۰۱۴ - شب تمنا
15. ۲۰۱۴ - شکوفه خندان
16. ۲۰۱۴ - وصل
17. ۲۰۱۵ - پژواک عشق
18. ۲۰۱۵ - ایران را بشنویم
19. ۲۰۱۵ - دلم شکست
20. ۲۰۱۵ - یادداشت‌ها
21. ۲۰۱۶ - نفس
22. ۲۰۱۶ - عقیق
23. ۲۰۱۶ - شیدایی
24. ۲۰۱۶ - فقط عشق
25. ۲۰۱۶ - همین است زندگی
26. ۲۰۱۶ - برف آمد
27. ۲۰۱۷ - کوچ
28. ۲۰۱۷ - دوستم داری
29. ۲۰۱۷ - نسیم فروردین
30. ۲۰۱۷ - علی‌البدل
31. ۲۰۱۷ - پرسون پرسون
32. ۲۰۱۷ - عشق را پایان نیست (همراه اشکان کمانگری)
33. ۲۰۱۷ - وطنم
34. ۲۰۱۷ - جست و جوی عشق (همراه دامون نوردین)
35. ۲۰۱۷ - دوباره ایران ۱
36. ۲۰۱۷ - دوباره ایران ۲
37. ۲۰۱۷ - سفر نرو
38. ۲۰۱۷ - ضربهٔ دوازدهم
39. ۲۰۱۷ - شال
40. ۲۰۱۷ - نگاه آخر
41. ۲۰۱۷ - قراضه چین (همراه محسن چاوشی)
42. ۲۰۱۷ - این روزها بدون تو
43. ۲۰۱۷ - عشق دلم (همراه عماد طالب‌زاده)
44. ۲۰۱۸ - ایران جان (همراه حامد همایون - مهدی یغمایی - رضا صادقی)
45. ۲۰۱۸ - مه دخت
46. ۲۰۱۸ - دعای تحویل سال
47. ۲۰۱۸ - عطر تو
48. ۲۰۱۸ - بی‌خبر از تو (تنظیم کننده علی بیات)
49. ۲۰۱۸ - رفیق (تنظیم کننده رضا پناهی)
50. ۲۰۱۸ - عاشق توأم (تنظیم کننده فتاح فتحی)
51. ۲۰۱۸ - جان منی تو
52. ۲۰۱۹ - چشم تو
53. ۲۰۱۹ - آتشم باش
54. ۲۰۱۹ - دلم گریه میخواد
55. ۲۰۱۹ - از یادها رفته
56. ۲۰۱۹ - ماه بی تکرار من[۷] (تنظیم کننده معین حبیبی)
57. ۲۰۱۹ - نگارم (تنظیم کننده کمال صداقت)
58. ۲۰۲۰ - پاییزی ام (تنظیم کننده ABZ)
59. ۲۰۲۰ - مهربان منی (تنظیم کننده کمال صداقت)
60. ۲۰۲۰ - دلتنگ توأم
61. ۲۰۲۰ - مخاطب خاص (تنظیم کننده کمال صداقت)
62. ۲۰۲۰ - شهرزاد (تنظیم کننده معین حبیبی)
63. ۲۰۲۰ - کمان ابرو (تنظیم کننده کمال صداقت)
64. ۲۰۲۰ - قلب سفید (تنظیم کننده کمال صداقت)
65. ۲۰۲۱ - سخت نگیر (تنظیم کننده کمال صداقت)
66. ۲۰۲۱ - باران ببارد (تنظیم کننده کمال صداقت)
67. ۲۰۲۱ - زیبای منی (تنظیم کننده کمال صداقت)
68. ۲۰۲۲ - به پای ایران
69. ۲۰۲۲ - دورت بگردم (تنظیم کننده کمال صداقت)
70. ۲۰۲۲ - برف بی صدا می‌بارد
71. ۲۰۲۲ - زندگی جانم (آهنگساز و تنظیم کننده کمال صداقت)
72. ۲۰۲۳ -رفته از دست (تنظیم کننده کمال صداقت)
73. ۲۰۲۳ - عاشقم باش
74. ۲۰۲۳ - من را با خود ببر
75. ۲۰۲۳ - صدای تو
76. ۲۰۲۴ - اما چشمات
77. ۲۰۲۴ - زیبای جذاب
78. ۲۰۲۴ - برای شانه‌هایت
79. ۲۰۲۴ - من تو
80. ۲۰۲۴ - همسفر
81. ۲۰۲۴ - دل مجنون